# Бока Хуниорс Кали
«Бо́ка Ху́ниорс Ка́ли» (исп. Club Atlético Boca Juniors de Cali) — колумбийский футбольный клуб из города Кали.

## История
Один из сильнейших клубов времён колумбийского «Эльдорадо». Назван в честь одного из сильнейших аргентинских клубов. Традиционный соперник «Мильонариоса», «Америки» и «Депортиво Кали». Победитель первого розыгрыша Кубка Колумбии.
В 1957 году был расформирован. Воссоздан в 1987 году, и на протяжении более трёх десятилетий участвовал в детско-юношеских соревнованиях, а также на любительском уровне. В марте 2019 года был воссоздан в качестве профессиональной команды, получив лицензию клуба «Университарио Попаян».

## Достижения
- Вице-чемпион Колумбии (1): 1951, 1952
- Обладатель Кубка Колумбии (2): 1950/51, 1951/52
- Финалист Кубка Колумбии (1): 1952/53[2]